# Ptinella ferruginea
Ptinella ferruginea es una especie de escarabajo del género Ptinella, tribu Ptinellini, familia Ptiliidae. Fue descrita científicamente por Johnson en 1982.

## Descripción
Mide 0,75-0,85 milímetros de longitud.

## Distribución
Se distribuye por Nueva Zelanda.